# Båtön (Luleå)
Båtön is een Zweeds eiland behorend tot de Lule-archipel. Het relatief grote eiland heeft een maximale hoogte van 20 meter in de Hamnberget; het heeft een eigen meer / poel, dat afwatert via een naamloos riviertje. Het eiland heeft geen oeververbinding en het heeft enige bebouwing (Lillön) aan de Båtöviken, een baai in het noorden van het eiland. Het achtervoegsel van Lillön wijst erop dat het eens zelf een eiland is geweest, maar nu aan Båtön is vastgegroeid.